# Косовско-мальдивские отношения
Косовско-мальдивские отношения — двусторонние дипломатические отношения между частично признанным государством Республикой Косово и Мальдивской Республикой. Парламент Косова в одностороннем порядке провозгласил независимость республики от Сербии 17 февраля 2008 года. Мальдивская Республика признала независимость Косова 19 февраля 2009 года, и 16 апреля 2009 года страны установили двусторонние дипломатические отношения.
Признание было отозвано.

## Обвинения в коррупции
7 марта 2009 года президент Мальдивской Республики Мохамед Нашид попросил полицию расследовать обвинения в даче взятки в размере 2 миллионов долларов должностным лицам правительства Мальдивских Островов в качестве платы за признание Косова независимым государством. 17 марта Комитет национальной безопасности Народного меджлиса начал расследование обвинений в коррупции, сделанных Исламской демократической партией. Агентство Balkan Insight сообщило, что косовский бизнесмен Бехджет Иса Пацолли, возглавлявший партию «Новый косовский альянс», отрицает какую-либо причастность к делу о взяточничестве и заявляет, что он «только лоббировал признание Косово». Министр иностранных дел Ахмед Шахид 28 марта был подвергнут перекрёстному допросу парламентским комитетом.
Полицейское расследование было прекращено 6 мая 2009 года. По результатам были сделаны выводы об отсутствии доказательств факта коррупции, а также о том, что дипломатический процесс проводился в соответствии с международными стандартами. Расследование НСК было приостановлено.

## Поддержка Мальдив в Международном суде ООН
Мальдивская Республика отсутствовала на голосовании Генеральной Ассамблеи Организации Объединённых Наций 8 октября 2008 года, касавшимся слушаний Международного суда по вопросу о законности провозглашения независимости Косова. 21 апреля 2009 года Международный суд объявил, что Мальдивы являются одной из 36 стран-членов ООН, подавших письменное заявление в пользу законности провозглашения в одностороннем порядке независимости Косова.
В конце концов, Международный суд признал законность провозглашения независимости Косова.